# Libnotes trifasciata
Libnotes trifasciata är en tvåvingeart som beskrevs av Edwards 1928. Libnotes trifasciata ingår i släktet Libnotes och familjen småharkrankar. Inga underarter finns listade i Catalogue of Life.